# Daniel Brown (político)
Daniel Brown (25 de diciembre de 1945) es un político y funcionario estadounidense. Concejal y exalcalde de la ciudad de Knoxville. Fue elegido por el consejo para tomar el puesto de Alcalde luego de que Bill Haslam renunciara a su cargo con el fin de buscar un mayor éxito en su candidatura, en el 2010, a gobernador del estado de Tennessee. 
Brown fue el primer Alcalde afroamericano de la ciudad, además, es un veterano de la guerra de Vietnam. Si bien el no cumplió un mandato completo en el cargo, por ser un alcalde interino, cabe destacar que se mantiene en el consejo de la ciudad. Fue sucedido por Madeleine Rogero.